# Совет благородных (Камерун)
Совет благородных (совет знати) — это политический орган, состоящий из известных в сообществе лиц, выбранных руководящим органом в регионе за их особые знания, опыт, навыки, статус или достижения. Такие советы существуют во многих регионах и странах по всему миру. «Будь то в деревне, провинции или столице, существует конклав местных властей, мнение которых правитель — будь то завоеватель, губернатор или государь — должен учитывать, хотя он не обязан подчиняться их решениям».
Совет знати был одним из многих политических органов, созданных французами в колониальном Камеруне между Первой и Второй мировыми войнами. В каждом из девяти административных районов колонии был свой совет. В состав этих органов местного самоуправления входили люди, которых французы считали элитой региона. Колониальный комиссар выбирал членов каждого совета из списков, предоставленных местными властями.
Создав эти органы, колониальный режим надеялся победить некоторые из националистических настроений Камеруна и сторонников независимости. Ожидалось, что советы будут обеспечивать лояльность и поддерживать политику Франции. Другие обязанности включали в себя обеспечение связи между администрацией и местным населением и оповещение власти о статусе местных проектов, таких как сбор налогов и строительство автомобильных и железных дорог. Взамен члены Совета получили сокращение собираемых налогов, освобождение от некоторых обязательств и стипендию за надзор за строительством дороги.